# المنزل (النادرة)

تعديل مصدري - تعديل

المنزل هي إحدى قرى عزلة مقنع الأعلى بمديرية النادرة التابعة لمحافظة إب، بلغ تعداد سكانها 448 نسمة حسب تعداد اليمن لعام 2004.